# 13745 Mikecosta
13745 Mikecosta eller 1998 SL42 är en asteroid i huvudbältet som upptäcktes den 28 september 1998 av Spacewatch vid Kitt Peak-observatoriet. Den är uppkallad efter den kanadensiska amatörastronomen Mike Costa.
Asteroiden har en diameter på ungefär 4 kilometer.